# Euclavella claviformis
Euclavella claviformis is een zakpijpensoort uit de familie van de Clavelinidae. De wetenschappelijke naam van de soort is, als Colella claviformis, voor het eerst geldig gepubliceerd in 1899 door Herdman.